# 357 TCN
357 TCN là một năm trong lịch La Mã.